# Renfe série 430
La série 430 de Renfe était une série de trois automotrices électriques (1500 V cc, 474 CV) bâties par la Société Espagnole de Construction Navale en 1932, pendant la deuxième république espagnole. Elles disposaient de deux moteurs, étaient alimentées à l'électricité par des pantographes, avec le freinage à vide. Ils ont été en service sur la ligne de Bilbao à Portugalete. 